# Α-olefina

L'1-esene, una α-olefina a 6 atomi di carbonio. In blu viene indicata la nomenclatura IUPAC, in rosso la nomenclatura con le lettere dell'alfabeto greco.

Nella sistematica organica, con il nome di α-olefine (o alfa-olefine) si intende una classe di composti idrocarburici insaturi, aventi un doppio legame in posizione α, cioè tra il primo e il secondo atomo di carbonio della catena idrocarburica. Secondo la nomenclatura IUPAC vengono chiamati 1-alcheni (infatti la convenzione IUPAC è quella di indicare gli atomi di carbonio di una catena idrocarburica numerandoli, anziché usare le lettere dell'alfabeto greco).
Essendo dei particolari alcheni, hanno formula generale CxH2x (con x generico), o più precisamente CH2=CH-R, essendo R un gruppo alchilico.
Le α-olefine possono essere lineari o ramificate.